# Mordvinské knížectví
Mordvinské knížectví, vlastním názvem Knížectví Purgaz (rusky Пургасова волость, Purgasova volost, erzjansky Пургазонь Русесь, Purgazoń Ruseś), byl středověký státní útvar Mordvinců v době 13. století. Knížectví se rozkládalo na území mezi řekami Oka a Sura. Vzniklo sjednocením mordvinských etnik Erzjů a Mokšů, jejichž kmeny čelily agresi ze strany Chazarů a Kyjevské Rusi. V první polovině 13. století Mokšové povstali proti erzjanskému knížeti Purgazovi. Válkou oslabené knížectví později čelilo vpádu Mongolů a bylo anektováno Zlatou hordou v polovině 13. století. Mongolové dobyté území začlenili do své říše jako administrativní celek pod názvem Mukša Ulus.

## Historie
Dle Pověst dávných let provedli Mordvinci roku 1103 úspěšné tažení proti Kyjevské Rusi.

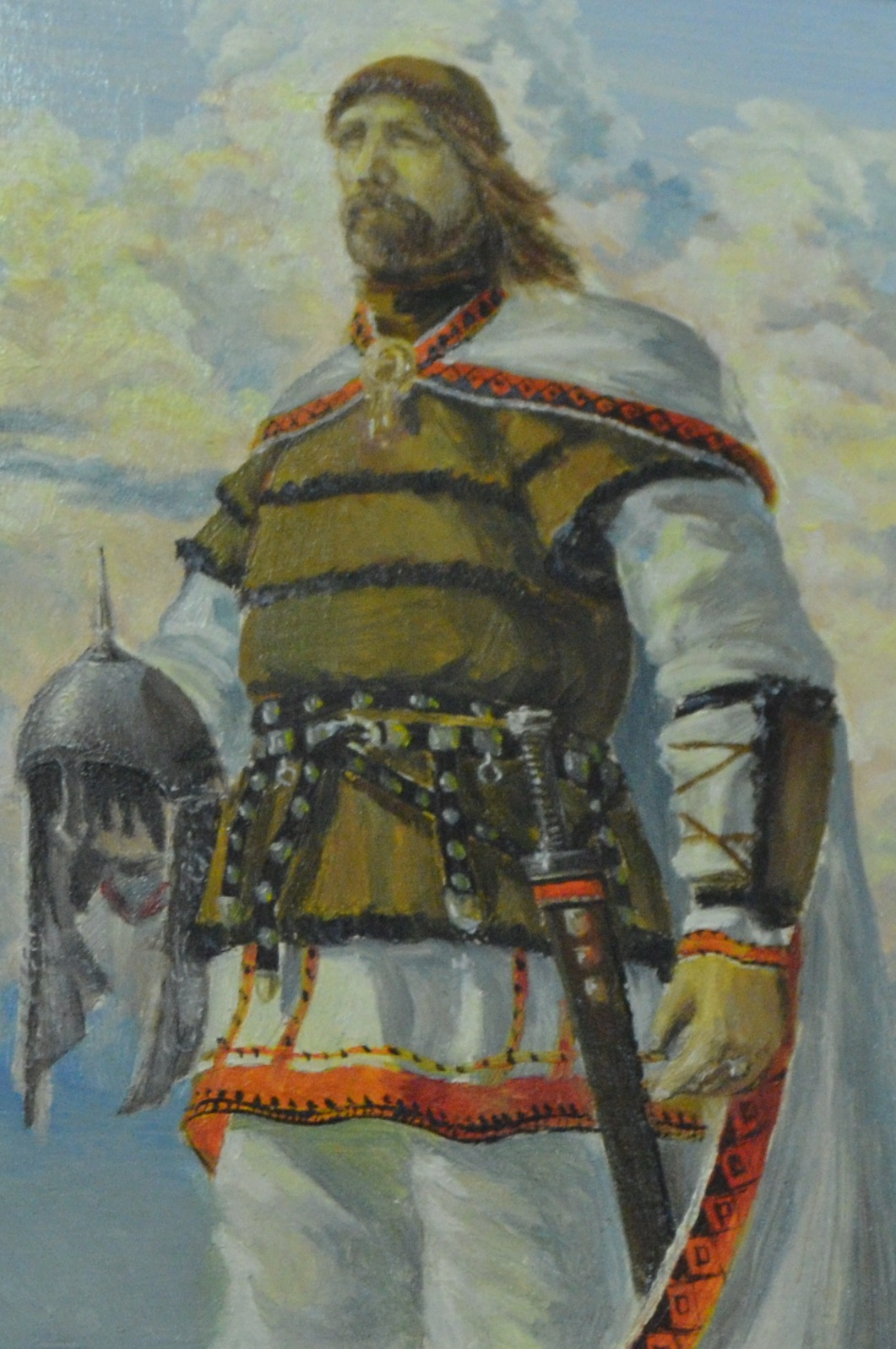
P. Aljošin: Inyazor Purgaz

Roku 1229 se erzjanský vládce inäzor (tj. kníže) jménem Purgaz stal spojencem Volžského Bulharska ve válce proti ruskému Vladimirsko-suzdalskému knížectví. Purgazův krok však vyvolal u Mordvinců povstání, protože proti Purgazovi podporovanému Volžským Bulharskem povstal vládce Mokšů Pureš, který se postavil na vladimirsko-suzdalskou stranu. Pureš se svým synem Atämazem dosáhli řady vojenských vítězství nad Purgazem. Současně bylo proti němu vedeno také vladimirsko-suzdalské tažení, které bylo roku 1232 dokonáno. Mordvinské knížectví se otřásalo v základech, ale dokázalo navzdory těžkostem ještě přežít. Občanskou válku doprovázely četné masakry Erzjů, kterým Purgaz o vlásek unikl. Další tvrdá rána měla teprve přijít.
Purgazovo knížectví ještě v létě 1237 odolalo vpádu Mongolů, následně někdy v mezidobí podzimu 1238 a zimy 1239 utrpěl Purgaz porážku, záhy na to erzjanský vládce umírá. Po jeho smrti začíná idealizování tohoto erzjanského panovníka, později je prezentován jako mytický hrdina Erzjů a legendární „mordvinský král“. V polovině 13. století bylo mordvinské knížectví anektováno mongolsko-tatarskou Zlatou hordou a zaniklo. Mongolové na místě zřídili administrativní jednotku zvanou Mukša Ulus.